# District d'Azaz

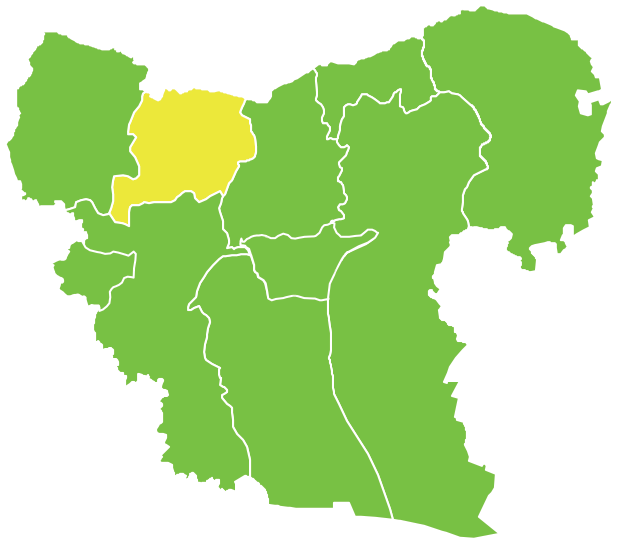
Localisation du district au sein du gouvernorat

Le district d'Azaz (منطقة أعزاز) est un district (mantiqat) du nord de la Syrie, dont le chef-lieu est la ville d'Azaz. Il dépend administrativement du gouvernorat d'Alep. Au recensement de 2004, sa population comptait 251 769 habitants.

## Cantons
Le district est divisé en plusieurs sous-districts, ou cantons (nahiés):
| PCode    | Nom                  | Surface    | Population | Villages | Siège       |
| -------- | -------------------- | ---------- | ---------- | -------- | ----------- |
| SY020400 | Nahié d'Azaz         | 180,12 km² | 47 570     | 20       | Azaz        |
| SY020401 | Nahié d'Akhtarine    | 341,78 km² | 39 385     | 43       | Akhtarine   |
| SY020402 | Nahié de Tell Rifaat | 204,52 km² | 43 781     | 13       | Tell Rifaat |
| SY020403 | Nahié de Mari        | 191,42 km² | 39 306     | 18       | Mari        |
| SY020404 | Nahié de Nobl        | 174,79 km² | 51 948     | 12       | Nobl        |
| SY020405 | Nahié de Souran      | 167,32 km² | 30 032     | 18       | Souran      |

## Géographie
Le district est bordé au nord par la frontière avec la Turquie et sa province de Kilis, à l'ouest par le district de Djerablous, au sud par le district du mont Siméon et à l'est par le district d'Al-Bab.

## Histoire
Pendant la guerre civile syrienne la plupart des cantons sont à partir de la seconde partie de l'année 2012 sous administration de différentes factions du Front islamique. Ils doivent aussi subir les attaques de l'État islamique qui occupe certains territoires à l'est du district. Les différents épisodes de la bataille d'Alep sont particulièrement meurtriers. À partir du début de l'année 2016, l'étau autour de la ville d'Alep se desserre et des cantons sont repris par l'armée loyaliste ou les forces démocratiques syriennes appuyées par l'aviation russe. Les Kurdes des Unités de protection du peuple doivent subir des tirs de l'artillerie turque, la Turquie, plaque tournante du ravitaillement en armement des factions islamistes, voulant empêcher l'arrivée des Kurdes à Azaz et à la frontière, ce qui signifierait la fermeture de ce couloir d'approvisionnement.